# 明希维伦

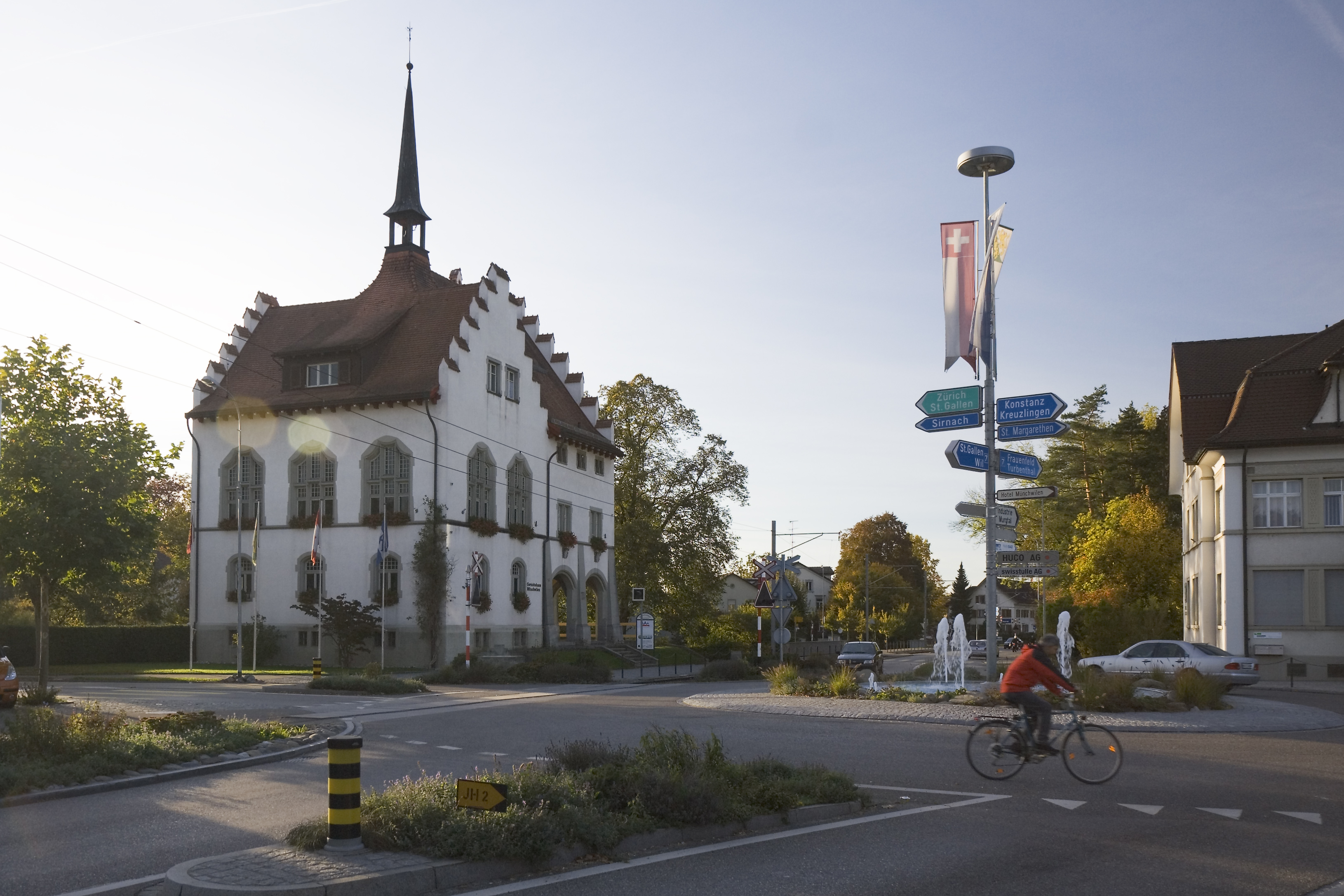

明希维伦（德语：Münchwilen）是瑞士的城鎮，位於該國東北部，由圖爾高州負責管轄，面積7.79平方公里，海拔高度515米，2012年人口4,997，四成人口信奉羅馬天主教，人口密度每平方公里641人。